# Тайна одной крепости (фильм)
Тайна одной крепости (азерб. Bir qalanin sirri) — советский детский фильм с элементами приключений и фантастики 1959 года производства Бакинской киностудии.

## Синопсис
Фильм рассказывает о борьбе между богатыми и бедными людьми, о том что богатые люди совершили попытку захвата земли и воды, но бедные люди дали решительный отпор. Герои фильма также включились в борьбу за сохранение земли и воды. В фильме показано, как бедные люди показали силу и единство народа и добро победило зло. Герои Хады и Быды ходили летом босиком, хотя сцены были сняты осенью. Фильм был снят в Баку, Исмаиллы, Кельбаджарах и Ленинграде. Фильм вышел на экраны 18 сентября 1960 года.

## Создатели фильма

### В ролях
Гюндуз Аббасов — Эльшан
Тамара Кокова — Матанат
Мамедрза Шейхзаманов — близкий друг
Али Курбанов — дед Кямран
Андрей Файт — колдун Гёйгёз Коса
Али Зейналов — Симнар хан
Агададаш Курбанов — мастер
Агахусейн Джавадов — шарлатан
Малик Дадашов — Дервиш
Тельман Алиев — Хады
Фархад Исмаилов — Быды
Ариф Мадатов — чёрный цветок
Талят Рахманов — человек с оружием
Назим Агаев

#### Роли дублировали (в титрах не указаны)
Мухлис Джанизаде — Эльшан (Гюндуз Аббасов)
Ализаман Гасымов

### Административная группа
автор сценария: Мамедхусейн Тахмасиб
режиссёр-постановщик: Али Саттар Атакишиев
операторы-постановщики: Ариф Нариманбеков, Мирза Мустафаев
режиссёр-постановщик: Надир Зейналов
художник-костюмер: Казим Казимзаде
композитор: Рауф Гаджиев
звукооператор: Азиз Шейхов
второй оператор: Мирза Мустафаев
второй художник: Али Саттар Атакишиев
автор текста песни: Наби Хазри
монтажёр: В. Миронова
оркестр: Азербайджанский государственный симфонический оркестр имени Узеира Гаджибекова
дирижёр: Ниязи
директор фильма: Али Мамедов
режиссёр: Али Саттар Меликов